# تپه گبری حسین‌آباد میش‌مست
تپه گبری حسین‌آباد میش مست مربوط به دوره ساسانیان - سده‌های اولیه دوران‌های تاریخی پس از اسلام است و در شهرستان قم، بخش مرکزی، دهستان قنوات، روستای حسین‌آباد میش مست واقع شده و این اثر در تاریخ ۲۲ آبان ۱۳۸۶ با شمارهٔ ثبت ۲۰۱۵۳ به‌عنوان یکی از آثار ملی ایران به ثبت رسیده است.